# Gerhard von Scharnhorst
Gerhard Johann David von Scharnhorst (12 de novembre de 1755 - 28 de juny de 1813) va ser un general al servei de Prússia, cap de l'Estat Major General Prussià, conegut pels seus escrits, les seves reformes de l'Exèrcit de Prússia i el seu lideratge durant les Guerres Napoleòniques.

## Biografia
Va néixer a Bordenau a prop de Hannover, i era originari d'una família d'agricultors. Va tenir èxit com a autodidacte i va ser admès en l'acadèmia militar de Wilhelmstein, i en 1778 va ser assignat al servei de l'Estat de Hannover. Va emprar el temps en què no es trobava en servei actiu en millorar la seva educació i els seus coneixements literaris. En 1783, va ser transferit a l'artilleria i designat a la nova escola d'artilleria de Hannover. En aquella època ja havia fundat un diari militar que, sota diversos noms, va sobreviure fins al 1805. En 1788 va redactar i va publicar un Handbuch für Offiziere in den anwendbaren Teilen der Kriegswissenschaften ("Manual per a Oficials a les seccions aplicades de ciència militar"), i en 1792 també va publicar seu Militärisches Taschenbuch für den Gebrauch im Felde ("Manual militar per a l'ús en el camp de batalla").
Els guanys que va obtenir per les seves publicacions li van permetre aconseguir els seus propis mitjans per mantenir-se, ja que tenia el grau de tinent, i la granja de Bordenau produïa amb prou feines una petita renda anual, per mantenir la seva esposa (Clara Schmalz, germana de Theodor Schmalz, primer director de la Universitat Humboldt de Berlín) i la seva família.

## Campanyes militars
La primera campanya militar en què va participar va anar en 1793 als Països Baixos, en la qual va servir amb distinció sota el comandament del Duc de York. En 1794 va prendre part en la defensa de Menen (Menin) i va commemorar la fuga de la guarnició en seu Verteidigung der Stadt Menin ("Defensa de la ciutat de Menin") (Hannover 1803) que, al costat de seu Die Ursachen des Glücks der Franzosen im Revolutionskrieg ("Els orígens de la bona sort dels francesos en la guerra revolucionària"), va ser la seva obra més famosa. Poc després va ser promogut a major i es va unir a l'Estat Major del contingent de Hannover.
Després de la Pau de Basilea del 5 de març de 1795, Scharnhorst va tornar a Hannover. S'havia tornat tan famós en els exèrcits de diversos Estats alemanys que va rebre nombroses invitacions per prestar els seus serveis. Això el va induir a entrar al servei del Rei Frederic Guillem III de Prússia, qui li va concedir un títol nobiliari, el grau de tinent coronel i un sou major al doble del que rebia a Hannover en (1801). L'Acadèmia de Guerra de Berlín el va emprar en la important activitat d'instrucció (dins dels seus pupils es trobava Karl von Clausewitz) i va fundar la Societat militar berlinesa. En les mobilitzacions i en les mesures precautòries que van assenyalar els anys de 1804 i 1805, així com en la guerra de 1806 que li va seguir, Scharnhorst va actuar com a Cap de l'Estat Major General (Tinent-Comissari) del Duc de Brunswick, rebent una ferida superficial en la batalla d'Auerstädt (14 d'octubre de 1806), i es va distingir per la seva inflexible decisió durant la retirada de l'exèrcit prussià. Es va unir a Gebhard Leberecht von Blücher en les últimes fases de la desastrosa campanya, va sofrir amb ell la presó després de capitular en la batalla de Lübeck (7 de novembre de 1806) i, després de ser intercanviat per un altre presoner, va prendre part rellevant i decisiva en la guia dels cossos presoners de L'Estocq que servia a l'Imperi Rus. Pels seus serveis en la batalla d'Eylau (febrer de 1807), va rebre la decoració més important militar prussiana, la Pour le Mérite.

## Reforma de l'exèrcit prussià

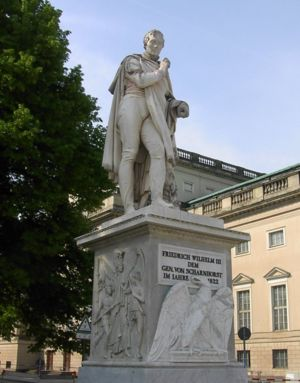
Estàtua de Gerhard von Scharnhorst, Unter den Linden, Berlín.

Havia quedat palès que l'habilitat de Scharnhorst superava a les dels millors oficials de l'Estat Major. Educat en les tradicions de la Guerra dels Set Anys, havia abandonat gradualment les antiquades concepcions relatives a les ciències militars i havia entès que només un exèrcit "nacional" i una política de batalles decisives haurien pogut donar respostes a la situació política i estratègica que van sorgir amb la Revolució Francesa. Amb passos lents i ponderats va transformar a l'exèrcit professional, humiliat en la batalla de Jena (1806), en un exèrcit nacional basat en la lleva universal. Va aconseguir la promoció major general pocs dies després de la Pau de Tilsit (juliol de 1807) i es va convertir en cap d'una comissió reformadora que reunia el millor dels oficials més joves, com August von Gneisenau, Karl Wilhelm Georg von Grolmann i Hermann von Boyen. El mateix Stein era un membre de la comissió i va garantir a Scharnhorst lliure accés davant del Rei Frederic Guillem III de Prússia, assegurant-li alhora el nomenament de general ajudant de camp. Però Napoleó va començar sobtadament a sospitar, i Frederic Guillem va haver de suspendre o cancel·lar les diversos cops les reformes recomanades.
En 1809, la guerra entre França i Àustria va fomentar esperances prematures en les formacions patriòtiques, les quals van ser notades per Napoleón. Per intervenció directa de Napoleó, Scharnhorst va eludir el decret del 26 de setembre de 1810, que exigia a tots els estrangers deixar immediatament el servei a Prússia, però quan en 1811 i 1812 França va forçar a Prússia en una aliança contra Rússia i Prússia a destinar un exèrcit auxiliar per servir a Napoleó, Scharnhorst va abandonar Berlín amb un permís il·limitat. En la seva jubilació va escriure i va publicar un treball sobre les armes de foc, Über die Wirkung des Feuergewehrs (1813). Però la retirada francesa a Moscou en 1812 va fer ressonar el reclam de tornar a prendre les armes per al nou exèrcit nacional de Prússia.

## Última campanya militar
Scharnhorst va ser cridat al Quarter General del Rei, va rebutjar un lloc de grau més elevat, però va ser nomenat Cap d'Estat Major de Blücher, que tenia plena confiança en el seu vigor. El príncep rus Wittgenstein va quedar tan impressionat per Scharnhorst que va demanar li fos assignat temporalment com el seu cap d'estat Major, la qual cosa Blucher va consentir. En la primera batalla a Lützen o Gross-Gotschen (2 de maig de 1813), Prússia va sofrir una derrota, però va ser una derrota molt diferent de les que Napoleó havia infligit fins al moment. Els francesos no van aconseguir perseguir als derrotats, per la qual cosa la victòria no es va completar. En aquesta batalla Scharnhorst va rebre una ferida al peu, que no era greu, però que de sobte es va tornar mortal a causa de les fatigues de la retirada de la batalla de Dresde, i va morir el 28 de juny de 1813 a Praga, on s'havia detingut per negociar amb Carles Felip de Schwarzenberg i Joseph Radetzky Radetz a causa de la intervenció armada d'Àustria. Poc abans de morir va ser promogut a Tinent General. Frederic Guillem III va ordenar erigir a Berlín una estàtua en la seva memòria, esculpida per Christian Daniel Rauch.
Porten el seu nom nombroses navilis alemanys, inclòs el creuer cuirassat de la Primera Guerra Mundial SMS Scharnhorst, el cuirassat de la Segona Guerra Mundial Scharnhorst (1936) i una fragata de postguerra, així com un districte de la ciutat de Dortmund.